# إلياس لونروت
إلياس لونروت (Elias Lönnrot؛ سماتي، 9 أبريل 1802 - سماتي، 19 مارس 1884) فقيه لغوي فنلندي وجامع للشعر الشفوي التقليدي الفنلندي. اشتهر بتأليفه الكاليفالا ، الملحمة الوطنية الفنلندية التي جمعها من الفولكلور الوطني.

## التعليم والحياة المبكرة
درس إلياس لونروت الطب في أكاديمية توركو. لسوء حظه اندلع حريق توركو الكبير و الذي دمـّر نصف البلدة والجامعة في عام التحاقه . انتقل لونروت (والكثير مما تبقى من الجامعة) إلى هلسنكي ، حيث تخرج منها سنة 1832.

## بداية اشتغاله بالطب
تحصل على وظيفة طبيب منطقة كاياني في شمال فنلندا خلال فترة مجاعة فيها . كانت المجاعة قد دفعت الطبيب السابق على الاستقالة، تاركاً منصبه للطبيب الشاب جداً. أسفرت عدة سنوات متتالية من فشل المحاصيل في خسائر فادحة للسكان والماشية ؛ كتب لونروت خطابات للإدارات الدولة، طالباً الطعام، وليس الأدوية. كان الطبيب الوحيد ل4000 ساكن أو نحو ذلك من منطقته، في وقت واحد حيث كان الأطباء نادرة وغالية جدا، وحيث لم يكن الناس شراء الأدوية من الصيدليات نادرة وباهظة الثمن على قدم المساواة، ولكن واثقين بمعالجي قريتهم والعلاجات المتاحة محلياً.

## العمل اللغوي

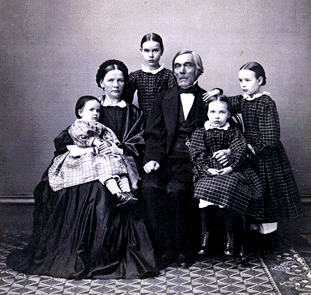
إلياس لونروت و عائلته

شغفه الحقيقي يكمن في وطنه في اللغة الفنلندية. وبدأ الاثنان في الكتابة في اللغة الفنلندية في أوائل عام 1827 وبدأ جمع الحكايا الشعبية لسكان الريف آنذاك.
لونروت ذهب تمتد من أوراق المعوقين على البقاء في مكتب طبيبه، وجال في الريف الفنلندي و لابي و أجزاء قريبة من كاريليا الروسية لدعم جهوده بالجمع . وأدى ذلك إلى سلسلة من الكتب : «الكانتيلي» 1829-1831 (الكانتيلي آلة موسيقية تقليدية فنلندية تشبه القانون)؛ الكاليفالا 1835-1836 (ربما أرض الأبطال، ويعرف أكثر بالكاليفالا القديم)؛ الكانتيليتر 1840 (ربما ابنة الكانتيلي)؛ الأمثال 1842 (Sananlaskuja) ؛ و الطبعة الثانية الموسعة من الكاليفالا سنة 1849 (الكاليفالا الجديد) ، قاموس فنلندي سويدي 1866-1880 (Finsk lexikon Svenskt) .
عرفاناً بدور لونروت في حفظ التراث الشفوي الفنلندي عـُين على كرسي الأدب الفنلندي في جامعة هلسنكي. توفي في 19 مارس 1884 في سماتي بإقليم أوسيما .

## العمل في علم النبات
يذكره علماء النبات لكتابه الأول من نوعه باللغة الفنلندية «الزهرة الفنلندية» (Suomen Kasvisto) في عام 1860 ، واشتهر في يومها في جميع أنحاء إسكندنافيا ، كما كان من بين النصوص الأولى علمي مشترك لغات. والثانية، نسخة موسعة شارك في تأليف ث. سايلن ونشرت في عام 1866. كان كتاب الزهرة الفينية أول عمل علمي ينشر بالفنلندية (بدلا من اللاتينية). وبالإضافة إلى ذلك، ضمـّن لونروت في الزهرة الفينية العديد من الملاحظات على نبات يستخدم في وصف من بين الأزهار والأوراق.
حظي كعالم النبات يتم تطبيق باحترام كبير، ولونروت كاتب اختصارات نباتية تم تطبيقها على أنواع قام بوصفها.

## التأثير
استخدم فنان الرسم الفنلندي إريك بروون صورة لونروت كرسم متكرر للعملة النقدية من فئة 500 ماركا فنلندية في سلسلته من الأوراق النقدية.
دون روزا «السعي لكاليفالا» يتميز البخيل مكدوك ودونالد داك له حجاب من قبل لونروت .
بناء على شهرة إلياس لونروت كباحث، استخدام الكاتب الأرجنتيني خورخي لويس بورخيس اسم لونروت كمخبر دؤوب في قصته الموت والبوصلة (La muerte y la brújula)، والذي حوله ألكس كوكس إلى فيلم سينمائي.
كاليفالا، الملحمة الوطنية الفنلندية التي جمعها لونروت، كان بين إلهامات ج. ر. ر. تولكين بعمليه السیلماریلیون وسيد الخواتم.
كان إلياس لونروت الرسم الرئيسي لعملة تذكارية معدنية حديثة، سـُـكت عملة إلياس لونروت والفولكلور الفنلندي التذكارية في عام 2002. على الوجه المعاكس يمكن رؤية ريشة (كرمز لمؤلف) وتوقيع إلياس لونروت.

## وصلات خارجية
- إلياس لونروت على موقع IMDb (الإنجليزية)
- إلياس لونروت على موقع الموسوعة البريطانية (الإنجليزية)
- إلياس لونروت على موقع ميوزك برينز (الإنجليزية)
- إلياس لونروت على موقع أول ميوزيك (الإنجليزية)
- إلياس لونروت على موقع ديسكوغز (الإنجليزية)
- إلياس لونروت على موقع قاعدة بيانات الفيلم (الإنجليزية)
- مؤلفات إلياس لونروت في مشروع غوتنبرغ